# Boletín Oficial de la provincia del Neuquén
El Boletín Oficial  y archivo de la provincia del Neuquén es un periódico oficial del Gobierno de la provincia del Neuquén, República Argentina. En él se editan todos los actos de gobierno que fueron dados por decretos, como así los resúmenes de las leyes que son promulgadas. El Banco de la provincia del Neuquén edita sus balances contables, la Dirección de Minería edita los edictos mineros, el Registro público de Comercio edita la constitución de nuevas sociedades o las reformas que en ellas son introducidas, los distintos organismos públicos de la provincia publican el llamado a licitaciones públicas, además los remates judiciales son publicados en el boletín oficial.